# ریوروود (کنتاکی)
ریوروود (به انگلیسی: Riverwood) شهری در ایالت کنتاکی کشور ایالات متحده آمریکا است که جمعیت آن در سرشماری سال ۲۰۱۰ میلادی، ۴۴۶ نفر بوده‌است.